# Stockage objet
 (juillet 2025).
Si vous disposez d'ouvrages ou d'articles de référence ou si vous connaissez des sites web de qualité traitant du thème abordé ici, merci de compléter l'article en donnant les références utiles à sa vérifiabilité et en les liant à la section « Notes et références ».
Le stockage objet est une méthode numérique de rangement de données ne faisant pas appel aux systèmes de fichiers.

## Caractéristiques
Elle possède des propriétés intéressantes pour la préservation, la distribution et la diffusion de données de grandes tailles comme les fichiers media :
- Chaque objet possède un identifiant et un nom unique. Le nom est utilisé comme un URL et peut contenir des caractères « / » ce qui s’approche d’une hiérarchie de dossier. Le versionning conserve l’historique des blocs ayant utilisé un même nom.
- Les objets sont immuables. La modification consiste à supprimer l’objet précédant et à enregistrer un nouvel objet avec un nouvel identifiant mais un nom identique.
- Chaque objet possède des métadonnées (liste de clé-valeur) personnalisables – un auteur, un type MIME, une date de création, une date d’expiration – qui permet de décrire le contenu et rechercher efficacement.
- Les objets sont réunis dans des espaces de noms (bucket) qui possèdent des paramètres configurables comme les règles de droits d’accès, la réplication et la localisation géographique. Les objets n’ont pas de droits d’accès individuels.

## Avantages
Le stockage objet est utilisé pour entreposer une grande quantité de données non structurées (data lake) car il n’est pas nécessaire de concevoir une hiérarchie de dossiers comme dans un système de fichier et les métadonnées personnalisables facilitent la recherche selon différents critères. En utilisant l’identifiant unique et l’immuabilité, les blocs binaires peuvent facilement être répartis et dupliqués sur plusieurs serveurs. Il n’y a pas de synchronisation sur modification, seulement en cas d’ajout et de suppression.
Les systèmes de fichier sont soumis à la fragmentation des données après modification et doivent réserver de l’espace (extent) en prévision des ajouts futurs. L’immuabilité favorise un stockage compact, optimisé dès l’enregistrement et efficace à lire. L’immuabilité est pertinente pour les audios, les images et les vidéos mais pas pour les journaux ou les bases de données.
Ces propriétés expliquent le coût plus faible des services en ligne (environ 0,02 USD/Go).

## Fonctionnalités
Certaines fonctionnalités ne sont disponibles que si un ensemble de serveurs travaillent en amas.
La distribution permet de répartir équitablement ou selon la demande (nombre d’utilisateurs récents) les données sur plusieurs sites géographiquement séparés et proches des consommateurs. Les sites de vidéo à la demande utilisent des serveurs répartis autour du monde.
La réplication assure la présence d’au moins N copies des données sur le réseau et sur des machines différentes. Elles seront toujours disponibles si un serveur est hors-service comme dans un stockage en RAID1. Les sommes de contrôle indiquent si une sauvegarde est corrompue et doit être téléchargée depuis un autre serveur.
Le chiffrement désigne ici le chiffrement par le serveur des données sur son support de stockage. Les données peuvent également être chiffrées en amont par l’utilisateur et être illisibles par le serveur qui les entrepose.
La compression permet de réduire l’espace de stockage mais n’est efficace que sur des données qui ne sont pas déjà compressées. C’est pourquoi elle n’est parfois appliquée que sur certains types de fichiers (binaires mais ni images ni vidéos).

## Usages

### Standardisation
La société Amazon AWS a ouvert le protocole S3 pour communiquer avec ses serveurs de stockage objet. Cette interface a été reprise par de nombreux acteurs proposant des services de stockage similaires et par de nombreux logiciels proposant d’entreposer une partie de leurs données sous cette forme en les envoyant à un serveur compatible.